# Дмитрій (Білинський)
Дмитро Білинський  (чернече ім'я Дмитрій; до 1710, м. н. невід. — 18 листопада 1753, Чернігів) — український церковний діяч, викладач Чернігівського колегіуму, ігумен. Навчався у Києво-Могилянській академії.

## Біографія
По закінченню Києво-Могилянської академії 2 роки викладав у Чернігівському колегіумі. Прийнявши чернечий постриг, був екзаменатором Чернігівської кафафедри. З 1729 р. — ігумен Чернігівського Борисоглібського монастиря. 1732 р. переміщений до Макошинського Миколаївського монастиря Чернігівської єпархії, а 1750 р. до Чернігівського Єлецького Успенського монастиря. 1734 р. увійшов до Кодифікаційної комісії (1728—1743 рр.), скликаної для зведення всіх законів, за якими відбувалося судочинство в Україні (Магдебурзьке право, Литовський Статут і Саксонське Зерцало), і перекладу їх на «великороссийскій языкъ». До складу Комісії входили світські та духовні особи — вихованці Києво-Могилянської академії.
Підготовлений ними кодекс українського права являв собою рукопис із 460 аркушів. Праця за змістом, мовою, характером, тлумаченням і формуванням основних юридичних понять свідчить про добру правничу підготовку членів Комісії. 1744 р. цей кодекс надіслано на затвердження до Сенату, де він і пролежав без уваги 12 років. А тим часом на Україну було поширене російське законодавство.
Кодекс, як цінне джерело з історії права українського народу був виданий вперше професором Київського університету О. Ф. Кістяківським 1879 р. під назвою «Права, по которым судится малороссійскій народ», перевиданий 1997 р. Інститутом права ім. В. М. Корецького НАНУ.
Похований Д. Білинський у Чернігівському Єлецькому Успенському монастирі.